# والتر ماتوشویچ
والتر ماتوشویچ (انگلیسی: Valter Matošević؛ زادهٔ ۱۱ مهٔ ۱۹۷۰) بازیکن سابق و مربی هندبال اهل کرواسی است.